# Lassee
Lassee ist eine Marktgemeinde mit 3010 Einwohnern (Stand 1. Jänner 2025) im Bezirk Gänserndorf in Niederösterreich.

## Geografie
Lassee liegt im Weinviertel in Niederösterreich. Die Fläche der Marktgemeinde umfasst 55,62 Quadratkilometer. 7,53 Prozent der Fläche sind bewaldet. Zum Ort Lassee gehört auch ein Erholungszentrum (EHZ), welches insgesamt 14 Seen umfasst. Lassee hat eine Rettungsstelle (wird vom Roten Kreuz Groß-Enzersdorf betreut) und eine eigene Polizeiinspektion. Zwischen Schönfeld und Lassee liegt der Bahnhof Schönfeld-Lassee an der Marchegger Ostbahn.

### Gemeindegliederung
Das Gemeindegebiet umfasst folgende zwei Ortschaften (in Klammern Einwohnerzahl Stand 1. Jänner 2025):
- Lassee (2597)
- Schönfeld im Marchfeld (413)

Die Gemeinde besteht aus den Katastralgemeinden Lassee und Schönfeld.
Mit der Niederösterreichischen Kommunalstrukturverbesserung wurde zum 1. Jänner 1971 Lassee und Schönfeld im Marchfeld zu einer Gemeinde zusammengelegt.

### Nachbargemeinden
|                  | Weiden an der March                         |                  |
| Untersiebenbrunn | Kompassrose, die auf Nachbargemeinden zeigt | Marchegg         |
| Haringsee        | Eckartsau                                   | Engelhartstetten |

## Geschichte
Lassee hieß ursprünglich Lauchsee (See an dem Lauch wächst) und wurde erstmals 1115 urkundlich erwähnt.
Im Zwettler Stiftungsbuch findet sich für das Jahr 1233 ein Chunrat als Sohn des „Poppo de Lavcse“ (Lassee). Die Pfarre war seit 1189 dem Kloster Melk inkorporiert. Der Ort gehörte (als Lehen) den Babenbergern, dann den Habsburgern. Im Jahr 1724 gelangte der Ort in den Besitz Prinz Eugens von Savoyen. Das Marktrecht erhielt Lassee im Jahr 1822.
Die dem hl. Martin geweihte Kirche wurde in der heutigen Form 1695 errichtet,
Im Nationalsozialismus kam es im März 1938 zur Plünderung jüdischer Geschäfte und Wohnungen. In der Folge wurden jüdische Betriebe arisiert. 1943 wurde in Lassee ein Arbeitslager eingerichtet. Unter anderem mussten dort 48 Juden und Jüdinnen Zwangsarbeit leisten. Ihre Wertgegenstände wurden entwendet und die Lebensbedingungen waren grausam. Die Überlebende Schoschana Edler berichtete, mit 44 anderen Gefangenen in einem Stall gewohnt zu haben. Sie und andere wurden 1944 in das KZ Bergen-Belsen transportiert.
Der NSDAP-Ortsgruppenleiter Ludwig Travek wurde nach der Kapitulation wegen dieser und weitere Taten angeklagt. Im Mai 1947 verurteilte ihn ein Wiener Gericht zu zehn Jahren schwerer Kerkerhaft. 1949 wurde er wegen schwerer Krankheit entlassen, die Reststrafe 1952 durch den Bundespräsidenten erlassen.

## Ethnographie
Der Ort ist Teil der kroatischen Sprachinsel im Marchfeld.

## Kultur und Sehenswürdigkeiten

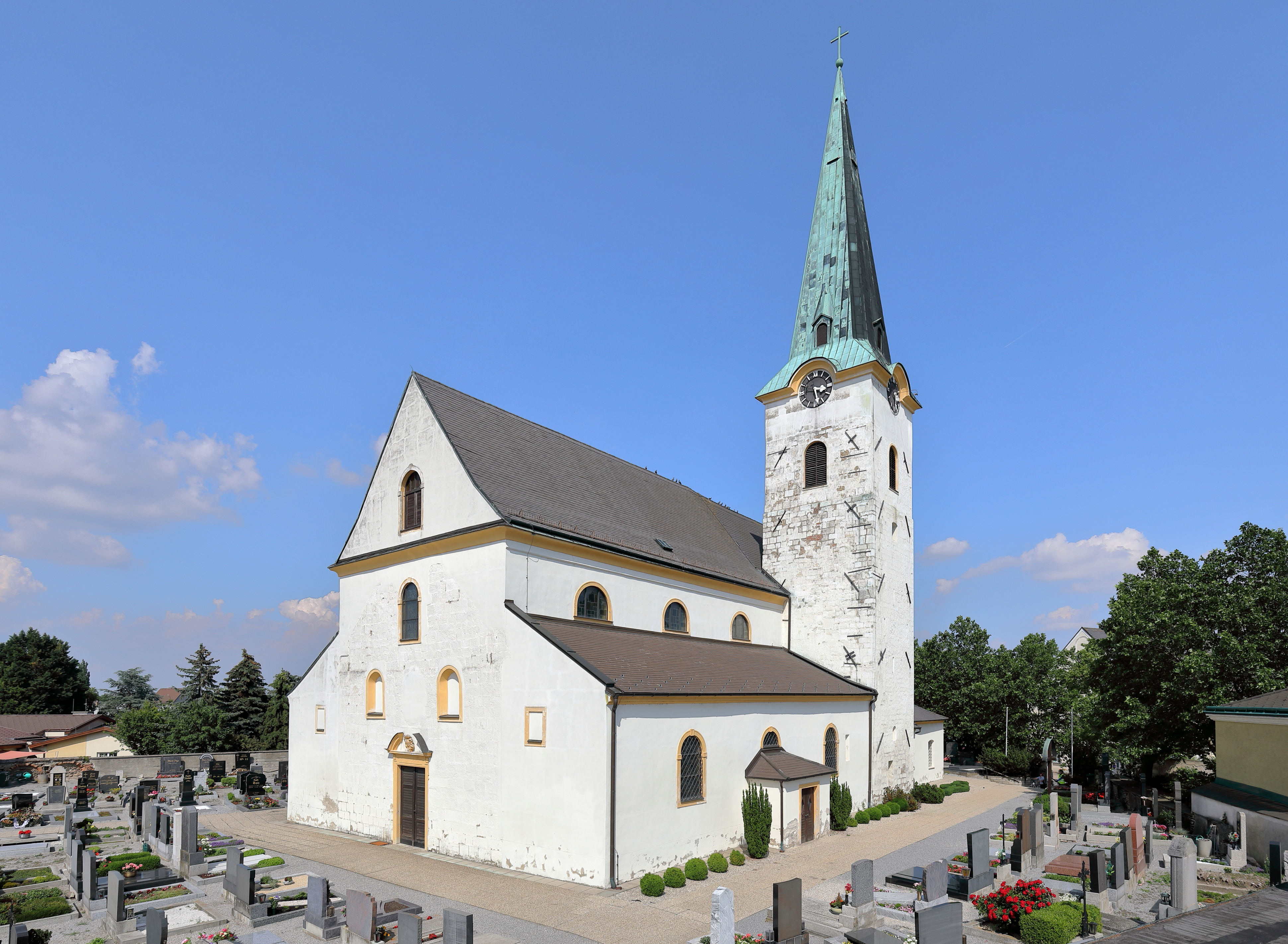
Pfarrkirche Lassee

- Katholische Pfarrkirche Lassee hl. Martin: ursprünglich als Wehrkirche im 13. Jahrhundert errichtet. Im 14. Jahrhundert wurde sie zu einer dreischiffigen Basilika erweitert und Ende des 18. Jahrhunderts fand eine Barockisierung des Sakralbaus statt.

- In Lassee finden regelmäßig Aufführungen in der Aula der Volksschule statt, sei es nun ein Theaterstück von der Theatergruppe Lassee oder ein Konzert des Kirchenchors. Besonders im Kulturherbst treten vielerlei verschiedene Künstler auf. Unter anderem sind schon die Kabarettisten Alfons Haider, Bernhard Lentsch, Clemens Maria Schreiner,  Fredi Jirkal, Joesi Prokopetz, Klaus Eckel, Gerold Rudle und Omar Sarsam in Lassee aufgetreten. Der Kulturherbst beschränkt sich jedoch nicht nur auf Kabarettprogramme, sondern ist auch durch Vernissagen (z. B. des Malers Gottfried „Laf“ Wurm) gekennzeichnet.

Naturschutz
In der Gemeinde befinden sich die Natura-2000-Gebiete
- Europaschutzgebiet Pannonische Sanddünen[4]
- Vogelschutzgebiet Sandboden und Praterterrasse[8]

## Wirtschaft und Infrastruktur
Nichtlandwirtschaftliche Arbeitsstätten gab es im Jahr 2001 82, land- und forstwirtschaftliche Betriebe nach der Erhebung 1999 119. Die Zahl der Erwerbstätigen am Wohnort betrug nach der Volkszählung 2001 1117. Die Erwerbsquote lag 2001 bei 48,59 Prozent.
In Lassee gibt es ein mit Stroh befeuertes Biomasseheizwerk der EVN Wärme, welches die gesamte Gemeinde mit Fernwärme versorgt.

### Öffentliche Einrichtungen
In der Gemeinde gibt es zwei Kindergärten, eine Volksschule und eine Neue Mittelschule.

## Politik

### Gemeinderat
Der Gemeinderat hat 21 Mitglieder.
- Nach den Gemeinderatswahlen in Niederösterreich 1990 hatte der Gemeinderat folgende Verteilung: 11 ÖVP, 6 SPÖ, und 2 FPÖ.
- Nach den Gemeinderatswahlen in Niederösterreich 1995 hatte der Gemeinderat folgende Verteilung: 11 ÖVP, 4 FPÖ, und 4 SPÖ.[12]
- Nach den Gemeinderatswahlen in Niederösterreich 2000 hatte der Gemeinderat folgende Verteilung: 11 ÖVP, 5 SPÖ, und 3 FPÖ.[13] (19 Mitglieder)
- Nach den Gemeinderatswahlen in Niederösterreich 2005 hatte der Gemeinderat folgende Verteilung: 12 ÖVP, 8 SPÖ, und 1 FPÖ.[14]
- Nach den Gemeinderatswahlen in Niederösterreich 2010 hatte der Gemeinderat folgende Verteilung: 12 ÖVP, 8 SPÖ, und 1 FPÖ.[15]
- Nach den Gemeinderatswahlen in Niederösterreich 2015 hatte der Gemeinderat folgende Verteilung: 12 ÖVP, 7 SPÖ, und 2 FPÖ.[16]
- Nach den Gemeinderatswahlen in Niederösterreich 2020 hatte der Gemeinderat folgende Verteilung: 8 ÖVP, 6 WIR2291ER, 4 SPÖ und 3 FPÖ.[17]
- Nach den Gemeinderatswahlen in Niederösterreich 2025 hat der Gemeinderat folgende Verteilung: 7 FPÖ, 7 ÖVP, 5 SPÖ und 2 2291ER.[18]

### Bürgermeister
Bürgermeister seit 1945 waren:
- 1945–1953 Josef Moring
- 1953–1960 Josef Weiss
- 1960–1971 Franz Weiss
- 1971–1976 Herbert Breuer
- 1976–1994 Alfred Zuna
- 1994–2000 Franz Aichinger (ÖVP)
- 2000–2020 Karl Grammanitsch (ÖVP)
- 2020–2024 Roman Bobits (ÖVP)
- seit 2024 Norbert Klein (ÖVP)

### Wappen
Das Gemeindewappen wurde Lassee 1977 verliehen. Das Pferd zeigt die bäuerliche Tradition, die goldenen Ähren symbolisieren den Getreideanbau. Die gekreuzten Schlüssel sind das Symbol der Benediktiner und weisen auf die Zugehörigkeit der Pfarre zum Stift Melk hin.

### Gemeindepartnerschaften
Lassee pflegt Partnerschaften mit:
- Lassee hat seit 1999 eine Gemeindepartnerschaft mit dem in Frankreich gelegenen Briennon (département Loire).
- Die Gemeinde Strzyżów in der Woiwodschaft Karpatenvorland, in den polnischen Waldkarpaten.

Weiters ist es Mitglied der European Charter – Villages of Europe, eine Gruppe ländlicher Gemeinden aus allen 28 EU-Ländern.

## Persönlichkeiten
- Anton Gasselich (1888–1953), Politiker
- Poldi Waraschitz (1900–1970), Schauspieler und Lebenskünstler
- Leopold Weiss (1903–1991), Landwirt und Politiker, Abgeordneter zum Landtag von Niederösterreich
- Rudolf Sallinger (1916–1992), Politiker
- Rudolf Nürnberger (* 1945), Gewerkschafter und Politiker
- Heidemarie Doganalp-Votzi (* 1961), Sozialanthropologin und Orientalistin (Turkologie)
- Rainer Predl (* 1990), Ultraläufer